# 普洛夫迪夫峰

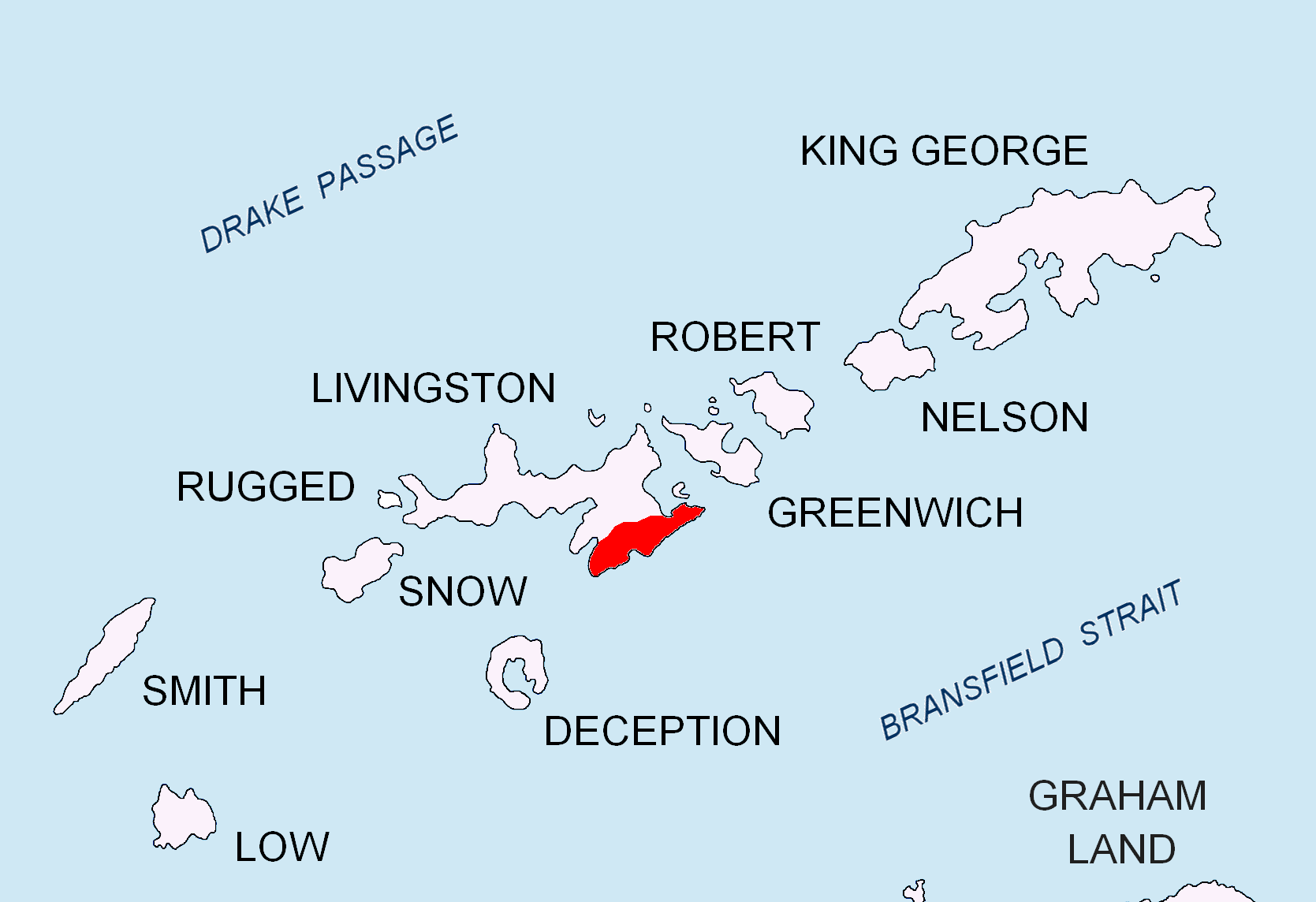

普洛夫迪夫峰是南極洲的山峰，位於南設得蘭群島的利文斯頓島，屬於騰格里山脈中列夫斯基嶺的一部分，海拔高度1,040米，處於赫爾梅特峰以東1.17公里、亞納角以南3.48公里和什什曼峰西南面0.78公里。
62°39′12″S 60°00′35″W / 62.65333°S 60.00972°W

## 外部連結
- SCAR Composite Antarctic Gazetteer（页面存档备份，存于）.